# Randia venezuelensis
Randia venezuelensis är en måreväxtart som beskrevs av Julian Alfred Steyermark. Randia venezuelensis ingår i släktet Randia och familjen måreväxter. Inga underarter finns listade i Catalogue of Life.